# シュクメルリ
シュクメルリ（グルジア語: შქმერული、グルジア語ラテン翻字: shkmeruli）あるいはチュクメルリ（グルジア語: ჩქმერული、グルジア語ラテン翻字: chkmeruli）は、鶏肉をガーリックソースで煮込んだ、伝統的なジョージア料理の一つである。鶏肉、ニンニク、そしてお好みで牛乳が主な食材である。

## 歴史
もともとジョージア国内の各地では、鶏肉とガーリックソースを使った料理が古くから作られており、土鍋で煮たり、焼いたりする形で調理されていた。後に牛乳がこの料理に加えられるようになり、それがラチャ地方のオニ地区にある村シュクメリに伝わった。シュクメルリという名前は、このシュクメリ村に由来する。

## 調理手順
鶏肉を半分に切った後、塩を振りかける。鍋にバターを融かし、強火で鶏肉の片面を焼く。鶏肉に直接触れるような、鍋の口よりもわずかに小さい、重い鋳鉄の蓋を乗せるとよい。このような蓋がない場合は、何か重いものを上に乗せてもよい。鶏肉を6分から7分間焼いて表面が厚くカリカリになったら、裏返して再び重い蓋をして火にかける。蓋をした鍋で鶏肉に合計20分から25分間弱火で火を通す。鶏肉に火が通ったら、皿に移して切る。鍋に残った油に水を加え、ニンニクやナッツを入れて5分ほど煮立てる。色がつく程度に牛乳あるいはクリームを注ぎ、鍋に鶏肉を投入して加熱したら完成となる。

## 日本における展開
2019年12月に牛丼チェーンの松屋が「シュクメルリ鍋定食」として一部店舗限定で試験販売を行ったところ、ツイッターを中心に大きな話題となり、日本における知名度を高めることとなった。松屋では具材にサツマイモが追加されており、飯と一緒に提供された。話題のきっかけとなったジョージアの駐日臨時代理大使（当時、2021年11月より駐日特命全権大使）であるティムラズ・レジャバはインタビューで、ご飯にも合うと肯定的な感想を述べた。翌2020年1月、ジョージアの民放テレビ局イメディはシュクメルリと日本における展開や日本での評判について7分弱のニュース特集を組んだ。この特集ではシュクメリ村での伝統的な調理法と、庶民派ファーストフードのチェーンストアである松屋での提供方法が報じられ、ティムラズ・レジャバ臨時代理大使のコメントが伝えられた。
松屋はその後、2020年1月から2月末まで全国で販売した。また、販売期間終了前にクックパッドにて松屋公式レシピを公開した。
2020年6月、2023年7月にそれぞれ行われた「松屋復刻メニュー総選挙」では「シュクメルリ鍋定食」が第1位となり、2021年1月、2024年2月に復活販売が行われた。また、2021年1月に松のやにて「シュクメルリチーズBigメンチハンバーグ定食」を発売した。他に、松屋監修のもと日清食品がカップ麺を、日本水産と松屋フーズホールディングスが共同開発でシュクメルリ風グラタンの冷凍食品を発売した。
知名度の向上を受けて他社からも商品として発売されるようになり、松原食品が2020年7月にレトルト食品を、大手コンビニエンスストアチェーンのファミリーマートが2020年10月にレトルト食品、同年12月に弁当・スープを、永谷園が2020年11月にカップスープを、ホテイフーズコーポレーションが2021年9月にレトルト食品を発売した。

## ギャラリー

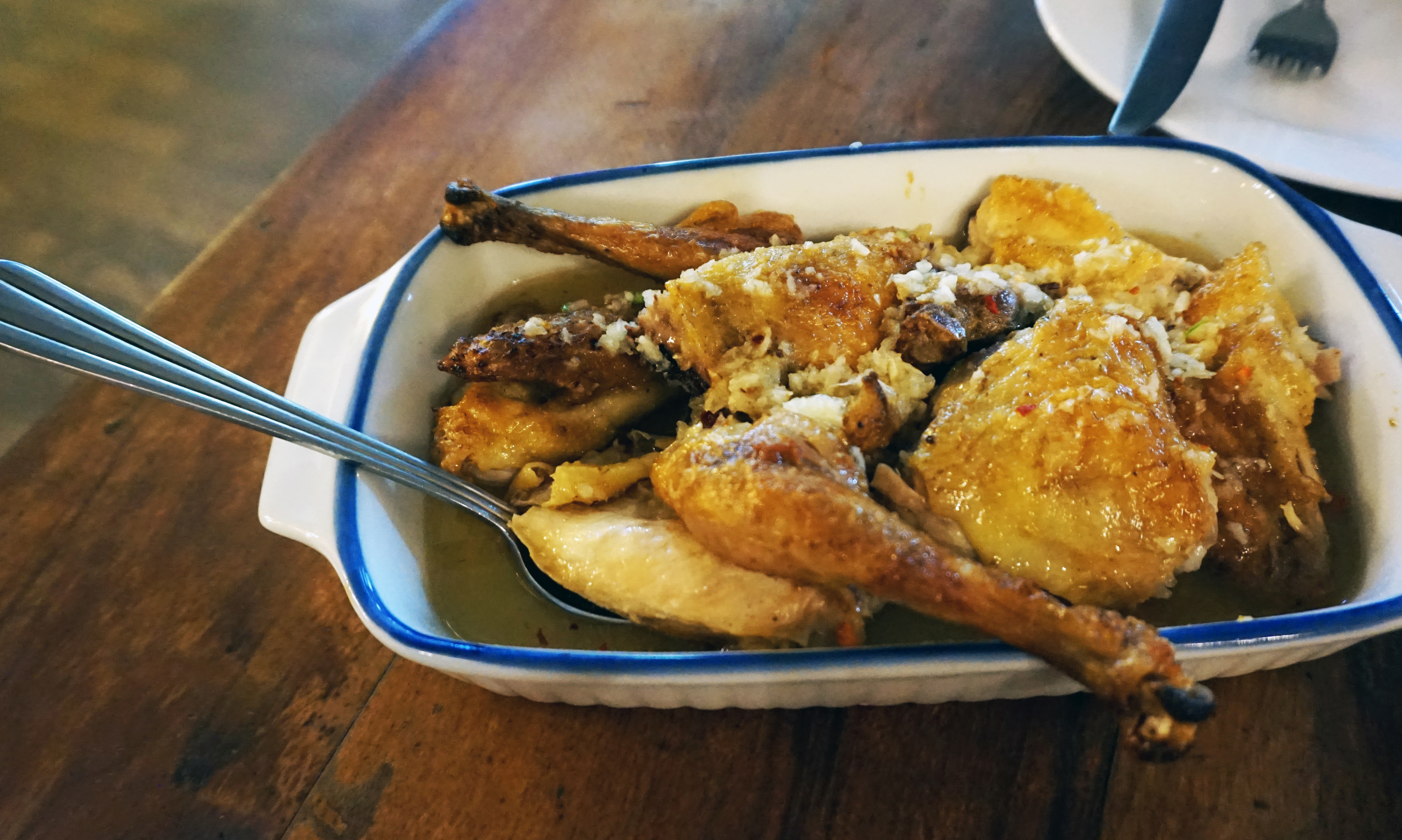
シンプルなガーリックソースのシュクメルリ
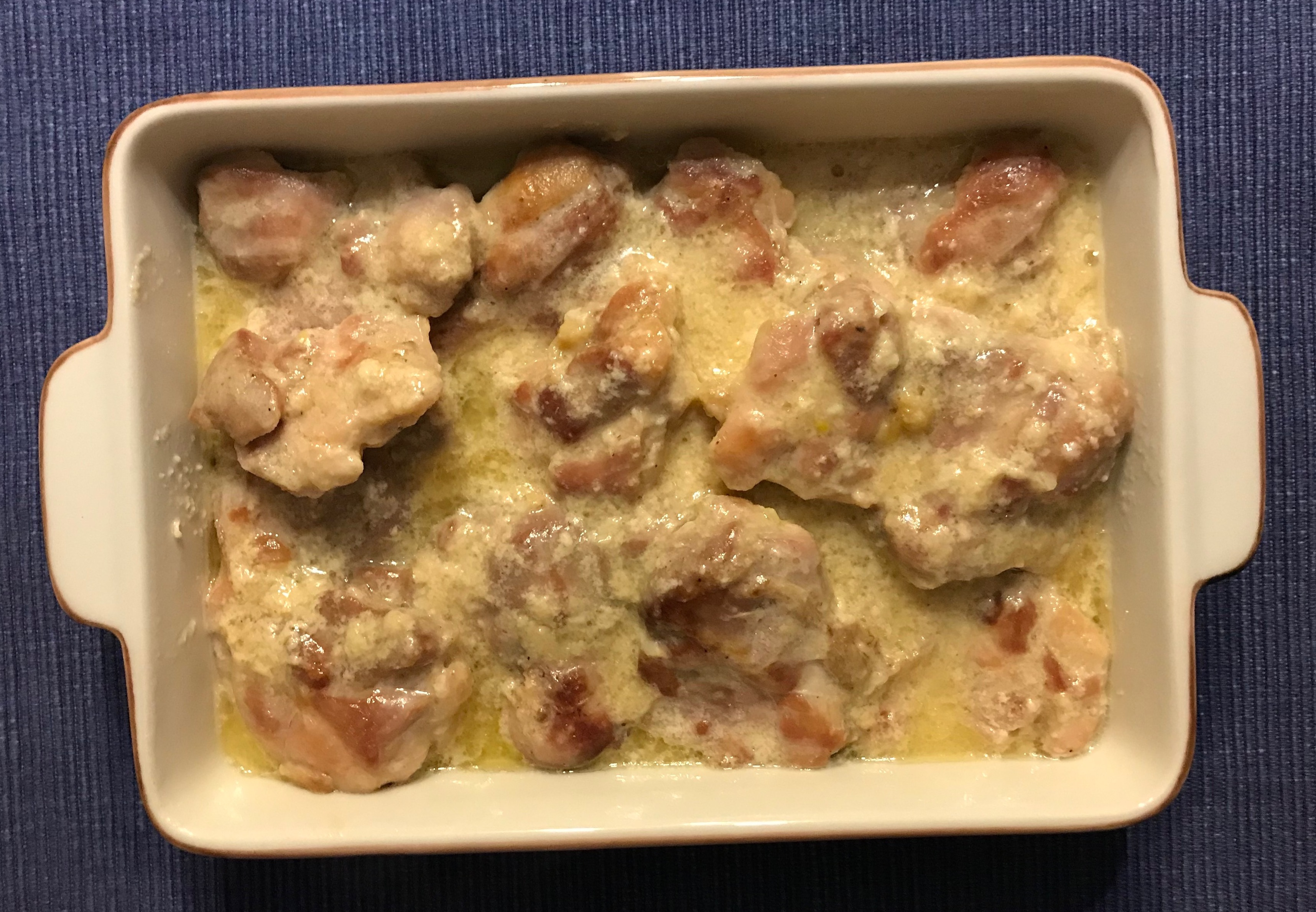
クリームソースを使ったシュクメルリ
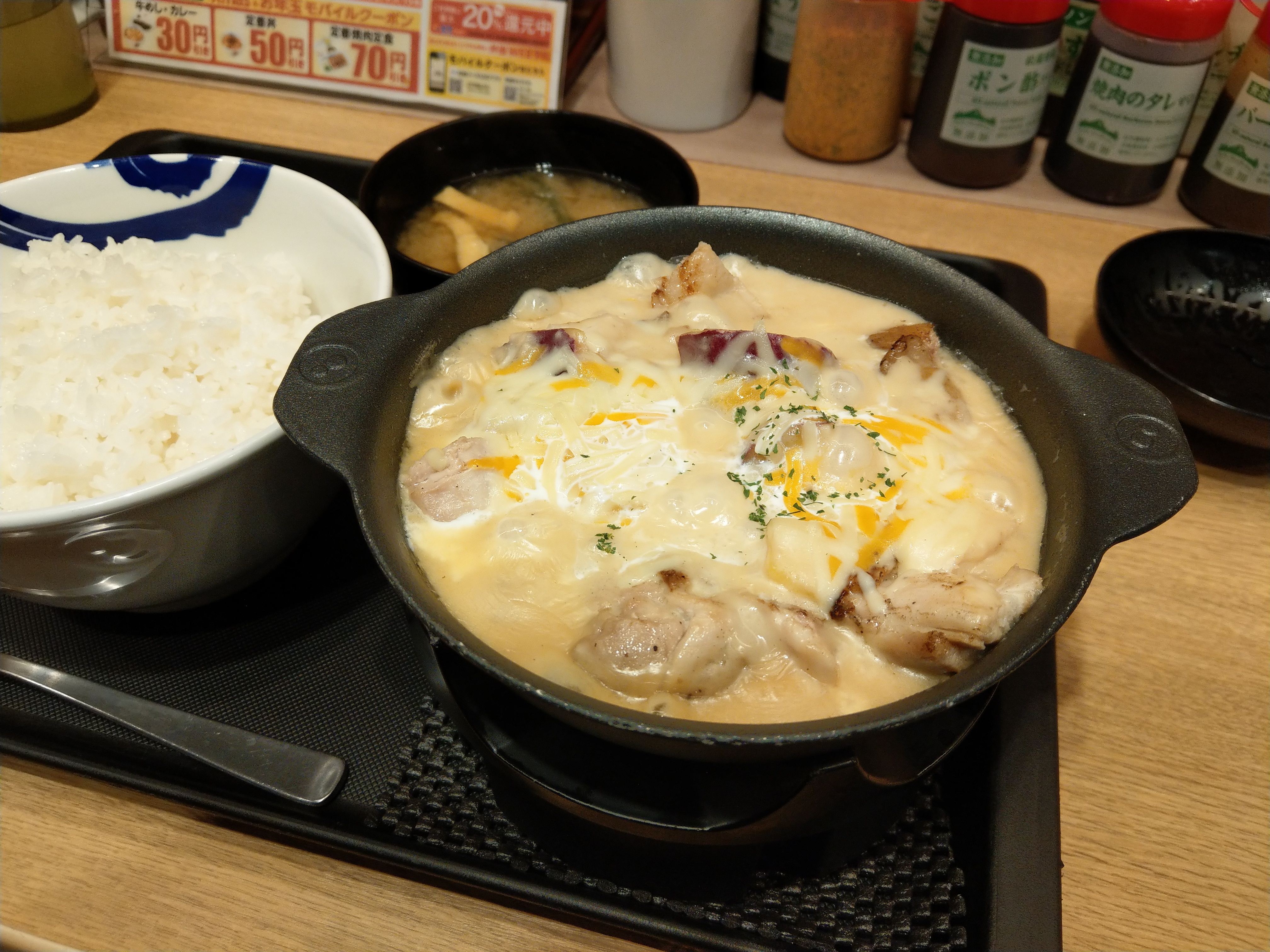
松屋で提供されたシュクメルリ